# Бакшоро
Бакшоро (фр. Baktchoro) — небольшой город и супрефектура в Чаде, расположенный на территории региона Танджиле. Входит в состав департамента Западное Танджиле.

## География
Город находится в юго-западной части Чада, к западу от реки Логон, на расстоянии приблизительно 295 километров к юго-юго-востоку (SSE) от столицы страны Нджамены. Абсолютная высота — 357 метров над уровнем моря.

## Население
По данным официальной переписи 2009 года численность населения Бакшоро составляла 66 056 человек (31 654 мужчины и 34 402 женщины). Население супрефектуры по возрастному диапазону распределилось следующим образом: 50,2 % — жители младше 15 лет, 45,3 % — между 15 и 59 годами и 4,5 % — в возрасте 60 лет и старше.

## Транспорт
Ближайший аэропорт расположен в городе Кело.